# ATP Challenger Galatina
Das ATP Challenger Galatina (offiziell: Galatina Challenger) war ein Tennisturnier, das von 1979 bis 1983 jährlich in Galatina, Italien, stattfand. Es gehörte zur ATP Challenger Tour und wurde im Freien auf Sand gespielt.

## Liste der Sieger

### Einzel
| Jahr | Sieger                | Finalgegner       | Ergebnis      |
| ---- | --------------------- | ----------------- | ------------- |
| 1983 | Francesco Cancellotti | Miguel Mir        | 7:6, 6:1      |
| 1982 | Dominique Bedel       | Pender Murphy     | 7:6, 1:6, 7:5 |
| 1981 | Werner Zirngibl       | Hans Simonsson    | 7:6, 7:5      |
| 1980 | Gilles Moretton       | Stefan Simonsson  | 6:1, 3:6, 6:2 |
| 1979 | Miguel Mir            | Alejandro Pierola | 6:1, 7:6      |

### Doppel
| Jahr | Sieger                           | Finalgegner                               | Ergebnis      |
| ---- | -------------------------------- | ----------------------------------------- | ------------- |
| 1983 | Bruce Derlin Huub van Boeckel    | Iván Camus Ivan Dupasquier                | 6:2, 7:5      |
| 1982 | Sergio Casal Alejandro Pierola   | Gianni Marchetti Vincenzo Naso            | 6:4, 6:4      |
| 1981 | Carlos Gattiker Patrizio Parrini | Roberto Carruthers Fernando Dalla Fontana | 6:4, 5:7, 7:5 |
| 1980 | Syd Ball Chris Kachel            | Tim Garcia Michael Grant                  | 6:2, 6:1      |
| 1979 | Ernie Ewert Cliff Letcher        | Gustavo Guerrero Alejandro Pierola        | 6:2, 6:2      |